# Chris Blackwell
Christopher Percy Gordon Blackwell  (znany w przemyśle muzycznym jako Chris Blackwell) – były brytyjski biznesmen i producent muzyczny, założyciel wytwórni płytowej Island Records.
Był jednym z pierwszych, którzy spopularyzowali muzykę ska, a następnie reggae. Wylansował lub przyczynił się do wylansowania takich wykonawców jak: The Spencer Davis Group, Traffic, Free, Bob Marley, Grace Jones i U2.
W 2001 roku został wprowadzony przez Bono do Rock and Roll Hall of Fame.
W 2004 roku został odznaczony Orderem Jamajki za działalność filantropijną i zasługi dla przemysłu muzycznego.
W 2013 roku był nominowany do nagrody Grammy.
W 2023 roku został laureatem nagrody Polar Music Prize, przyznawanej za wybitne osiągnięcia w dziedzinie muzyki.

## Życiorys

### Dzieciństwo i młodość
Chris Blackwell urodził się 22 czerwca 1937 roku w Londynie. W dzieciństwie przeniósł się z rodzicami z Londynu na Jamajkę, gdzie jego ojciec, Middletown Joseph Blackwell, został majorem w The Jamaican Regiment. Rodzina ojca wzbogaciła się dzięki Crosse and Blackwell Foods Company. Matka, Blanche Lindo, była urodzoną w Kostaryce jamajską dziedziczką i bywalczynią salonów. Należała do jednej z 21 rodzin uważanych za kontrolujące Jamajkę w XX wieku. Zbudowała swój majątek pod koniec epoki niewolnictwa na produkcji cukru i rumu marki Appleton. Chris Blackwell dorastał w otoczeniu bogatych Brytyjczyków i wypoczywających celebrytów. Jego rodzice urządzali przyjęcia, na które zapraszali swoich przyjaciół z kręgu show bussinesu, takich jak: Noël Coward, Ian Fleming i Errol Flynn. Jego matka przyjaźniła się z Flynnem i Cowardem. Miała również długotrwały romans z Flemingiem, który pisał swoje powieści o Jamesie Bondzie w pobliskiej posiadłości Goldeneye. Stała dla pisarza inspiracją do stworzenia pierwowzoru dziewczyny Bonda, Pussy Galore. Jako dziecko Chris często chorował na astmę, przez co nie miał zbyt wielu kontaktów z innymi dziećmi. „Większość czasu spędzałem wokół pielęgniarek, ogrodników lub personelu w domu” – powiedział w wywiadzie dla The Guardian. W wieku ośmiu lat Chris Blackwell został wysłany do szkoły w Anglii. Mając 10 lat uczęszczał do prestiżowej prywatnej szkoły Harrow, ale zostawił ją w wieku 18 lat. Nie dostał się na studia, krótko pracował w firmie księgowej Price Waterhouse Coopers. Nie mając sprecyzowanych planów życiowych podróżował w połowie lat 50. między Londynem a Kingston.

### Początki kariery muzycznej
W 1957 roku powrócił na Jamajkę, gdzie imał się różnych zajęć, między innymi prowadził szkołę narciarstwa wodnego w hotelu Half Moon, wynajmował samochody turystom i sprzedawał nieruchomości. W 1958 roku Blackwell zetknął się z członkiem ruchu Rastafari, który pomógł mu wyjść z opresji, po tym, jak jego łódź osiadła na mieliźnie. Spotkanie wywarło ważny wpływ na jego dalszą drogę życiową, prowadzącą przez muzykę, której centrum stanowi Jamajka; Blackwell miał stać się jedną z tych osób, które najbardziej przyczyniły się do popularyzacji reggae na świecie. Ojciec był tym, który pomógł mu rozwinąć głębokie zamiłowanie do muzyki klasycznej, odtwarzając Wagnera i Pucciniego. Później Chris zainteresował się muzyką ska, której jednym z pionierów był Coxsone Dodd. Podczas lokalnych występów zaczął wybierać tych piosenkarzy, którzy mu się podobali, oferując ich nagrania za pieniądze ufundowane przez jego rodzinę. Dzięki instynktownym umiejętnościom promocyjnym, jego pierwsze trzy single dotarły do pierwszego miejsca na jamajskiej liście przebojów. Jak oceniał, stało się tak dlatego, że Jamajczycy mogli dzięki temu usłyszeć w radiu muzykę swojego narodu.
W 1958 roku wraz z inżynierem radiowym i inżynierem dźwięku Graeme Goodallem Blackwell założył na Jamajce wytwórnię Island Records, z kapitałem początkowym w wysokości 10 tysięcy dolarów, który zapewnili mu rodzice. Nazwa wytwórni została wzięta z tytułu powieści Aleca Waugha Island in the Sun oraz z tak samo brzmiącego tytułu jednego z przebojów Harry’ego Bellafonte. W 1959 roku wydał pod jej szyldem album Lance’a Haywarda Lance Haywood At The Half Moon Hotel, Montego Bay, którego był również producentem.

### Przeprowadzka do Wielkiej Brytanii

#### Lata 60.
W 1962 roku po zdobyciu przez Jamajkę niepodległości Blackwell wyjechał do Londynu. W tym samym roku przeniósł do Wielkiej Brytanii Island, po tym jak zorientował się, że wytwórnia sprzedaje tam więcej płyt niż na Jamajce.

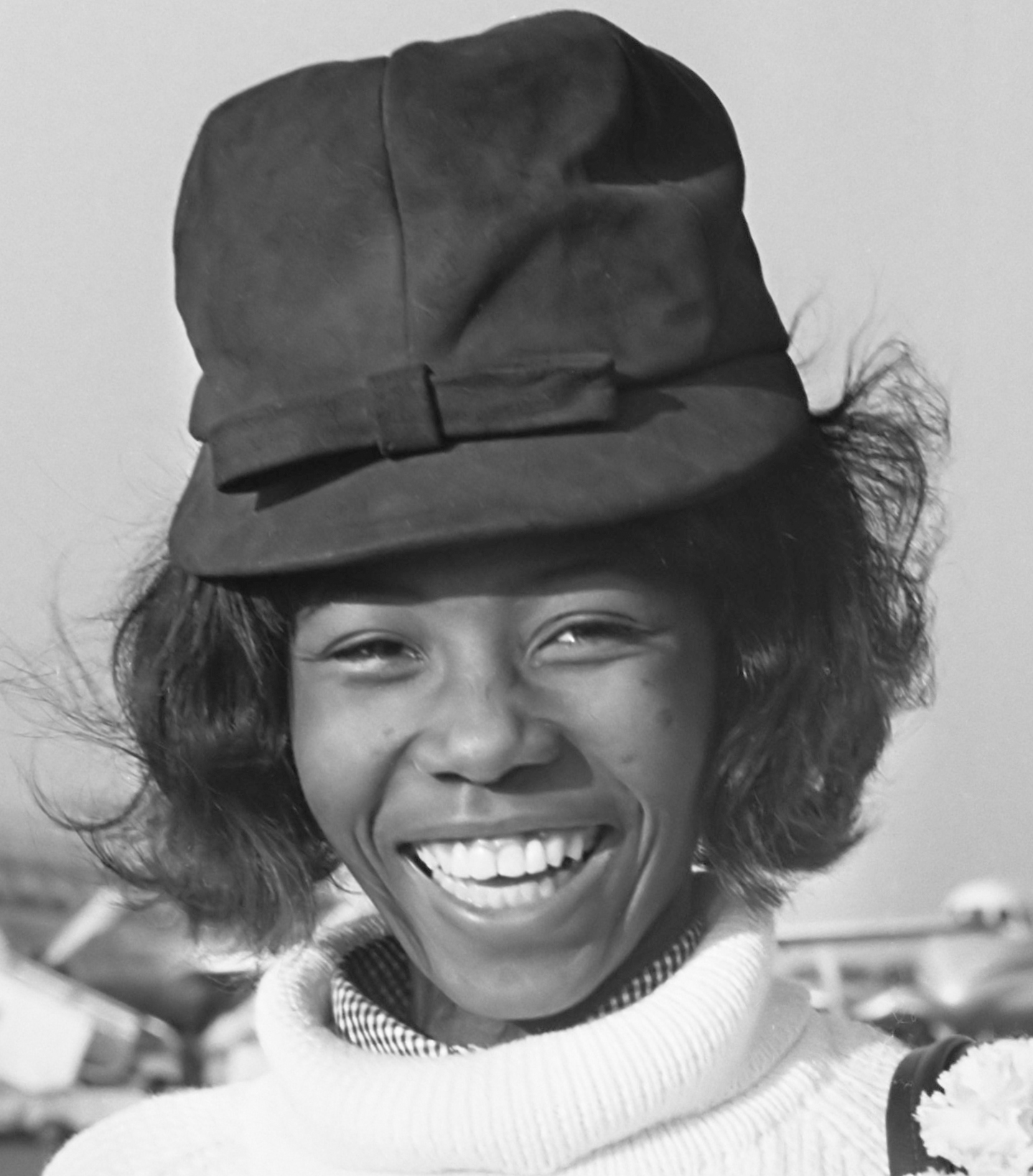
Millie Small (1964)

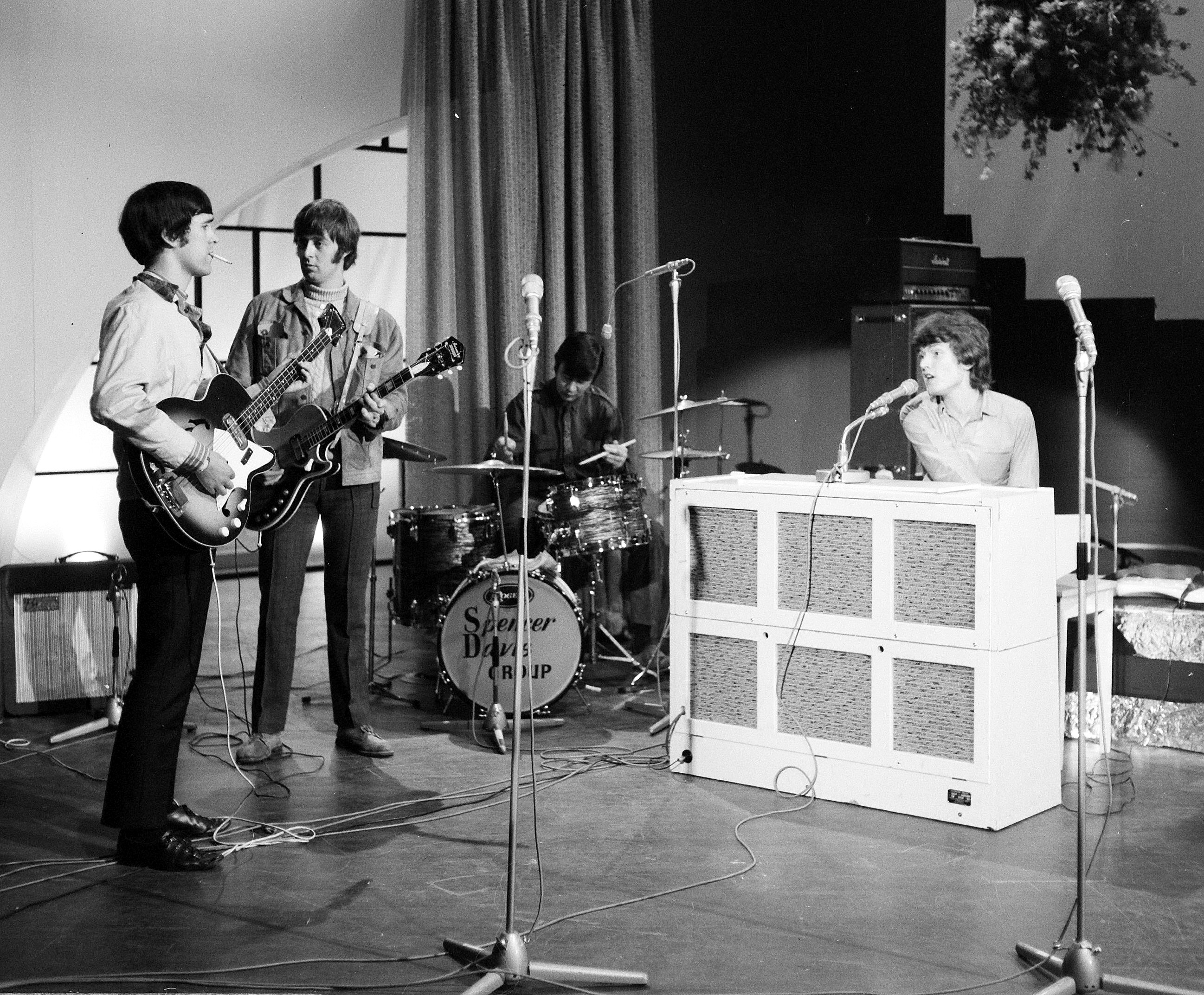
The Spencer Davis Group (1966). Pierwszy od prawej – Steve Winwood

W 1964 roku jako producent zanotował na swoim koncie pierwszy hit, którym stała się 2-minutowa piosenka „My Boy Lollipop”, zaśpiewana przez jamajską nastolatkę Millie Small. 21 maja piosenka dotarła do 2. miejsca na brytyjskiej UK Singles Chart, a dwa dni później również do 2. w Stanach Zjednoczonych na liście Hot 100 tygodnika Billboard) i sprzedała się w ponad sześciu milionach egzemplarzy, przynosząc popularność jej wykonawczyni.
Pomimo że większość płyt Island była dystrybuowana niezależnie, Island zawarł umowę marketingową z Fontana Records, która wydała My Boy Lollipop"; etykieta Fontany pojawiła się także na wydawnictwach pierwszego partnera Island, zespołu The Spencer Davis Group. Blackwell był tym, który odkrył talent 16-letniego wokalisty zespołu, Steve’a Winwooda. Pierwszy przebój The Spencer Davis Group, „Keep on Running”, napisał Wilfred Edwards, jamajski artysta, którego Blackwell sprowadził, aby pomógł mu nawiązać kontakt z londyńską społecznością karaibską. Wkrótce dokonał kolejnego istotnego odkrycia, sprowadzając młodego amerykańskiego producenta Jimmy’ego Millera do współpracy z nowym zespołem Steve’a Winwooda, Traffic. W 1967 roku Blackwell podpisał z Traffic kontrakt nagraniowy. Zespół zanotował na swym koncie kilka przebojowych singli, a sukces jego płyt sprawił, że Island stała się znaczącą wytwórnią na rozwijającym się rynku albumów, w tym również albumów rockowych. Przedtem, wydając płyty takich wykonawców jak: The Maytals, Jackie Edwards i The Skatalites była jednym z czołowych popularyzatorów muzyki reggae.
W 1968 roku po udanych występach jako support Pink Floyd na pierwszym darmowym festiwalu rockowym w londyńskim Hyde Parku oraz na Sunbury's Jazz and Blues Festival kontrakt z Island podpisał zespół Jethro Tull. Jego eklektyczny folkowo-bluesowo-rockowy styl dobrze wpisywał się w nową filozofię Island, jeśli chodzi o łączenie różnych gatunków muzycznych. Debiutancki album zespołu, This Was, ukazał się w listopadzie. W tym samym roku z rekomendacji Alexisa Kornera kontrakt z Island podpisał zespół Free.
Na przełomie lat 60. i 70. Island była już renomowaną wytwórnią specjalizującą się w eksperymentalnym i undergroundowym rocku, a dzięki podpisanym kontraktów z kolejnymi brytyjskimi zespołami rockowymi, takimi jak: King Crimson, Spooky Tooth, Vinegar Joe, Uriah Heep, Fairport Convention czy Emerson, Lake and Palmer stała się największą niezależną wytwórnią w Wielkiej Brytanii.

#### Lata 70.
W 1970 katalog reggae został przeniesiony do wytwórni Trojan Records. W tym samym roku kontrakt z Island podpisał Cat Stevens. Blackwell spróbował swych sil w produkcji filmowej inwestując 3 tysiące dolarów (z potrzebnych 200 tysięcy) w realizację filmu Perry’ego Henzella The Harder They Come i załatwiając Jimmy’emu Cliffowi główną w nim rolę. Zamierzał następnie wypromować Cliffa na rynku, wykorzystując seksowny wizerunek buntownika, wykreowany przez niego w filmie, jednak Cliff opuścił Island wyrażając tym swoje niezadowolenie z biznesowych praktyk Blackwella. Tydzień po odejściu Cliffa z wytwórni, w londyńskim biurze Blackwella pojawił się Bob Marley, po tym jak wraz z zespołem The Wailers popadł w kłopoty finansowe. Poprosił Blackwella o pokrycie kosztów produkcji swojego nowego singla, ale ten zaproponował mu nagranie całego albumu i pokrycie związanych z tym kosztów. W muzyce The Wailers Blackwell odnalazł elementy potrzebne do przyciągnięcia uwagi słuchaczy rocka:

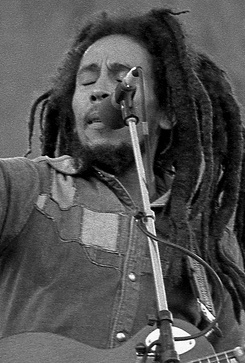
Bob Marley (1980)

Miałem do czynienia z muzyką rockową, która była tak naprawdę muzyką buntowników. Czułem, że to będzie naprawdę sposób na przełom w muzyce jamajskiej  Ale potrzebny był ktoś, kto mógłby być tym wizerunkiem. Kiedy Bob wszedł, naprawdę był tym wizerunkiem, tym prawdziwym, który Jimmy [Cliff] stworzył w filmie.

Aranżacja instrumentalna, którą Blackwell zastosował w muzyce Catch a Fire, stała się wzorcem, którym Marley i The Wailers posługiwali się do końca swojej kariery. Skorzystali z niego również Peter Tosh i Bunny Wailer. W 1972 roku ukazał się również debiutancki album Roxy Music. Wyprodukowany przez artystę z Island, Petera Sinfielda z King Crimson wszedł do Top 10 zbierając pozytywne recenzje i przynosząc popularność zespołowi.
W kwietniu 1973 roku został wydany Catch a Fire zbierając przychylne opinie krytyków. Zabieg marketingowy Blackwella okazał się trafny. Jeszcze w tym samym roku ukazał się drugi album The Wailers, Burnin’. Wyróżniający się na nim utwór, „I Shot the Sheriff”, wpadł w ucho Ericowi Claptonowi, który zrobił z niego duży przebój, zaś Burnin’,przypadł do gustu zarówno miłośnikom reggae, jak i rocka. Mniej więcej w tym czasie Blackwell oddał swoją rezydencję i siedzibę firmy w Kingston Bobowi Marleyowi, który urządził w niej Tuff Gong Studios, mieszkanie dla siebie oraz otworzył swoje biura. Zainteresowanie Blackwella reggae pozwoliło zyskać międzynarodowy rozgłos nie tylko artystom jamajskim, ale także zapoczątkowało (pod koniec lat 70.) kariery brytyjskich muzyków tego gatunku.
W 1975 roku The Wailers przypomnieli się przebojem „No Woman No Cry”.
W 1976 roku Blackwell kupił nieruchomość Goldeneye z przeznaczeniem na dom wakacyjny i miejsce do wypoczynku dla rodziny i przyjaciół, ale później postanowił ją przekształcić.
W 1977 roku obserwując rosnącą modę na muzykę disco podpisał kontrakt z urodzoną na Jamajce, ale wychowaną w Nowym Jorku Grace Jones. W tym samym roku otworzy studio nagraniowe, Compass Point Studios w Nassau na Bahamach, z którego korzystali czołowi artyści, w tym AC/DC, The B-52’s, Talking Heads, The Rolling Stones, Dire Straits, Iron Maiden, Madness i Roxy Music.
Pod koniec lat 70. W ofercie Island znajdowały się albumy takich wykonawców jak: Eddie and the Hot Rods, The Chieftains i The Slits. W Stanach Zjednoczonych Blackwell otworzył amerykańską filię Island.

#### Lata 80.
W 1980 do wydawnictwa Blue Mountain Music, należącego do Blackwella zgłosił się zespół U2, po tym jak nie udało mu się zainteresować swoją twórczością żadnej wytwórni płytowej. Ostatecznie Island podpisał z U2 umowę na wydanie czterech albumów, dając jednocześnie zespołowi zaliczkę w wysokości 50 tysięcy funtów i kolejne 50 tysięcy na wsparcie jego trasy koncertowej. Jeszcze w tym samym roku ukazał się debiutancki album zespołu, Boy. Również w tym samym roku Blackwell wylansował zespół Black Uhuru.
W 1981 Blackwella w Nowym Jorku odwiedził Bob Marley, by poinformować go, że jest chory na raka; wkrótce potem zmarł.
Blackwell podpisał kontrakt z Tomem Waitsem, który wcześniej nagrał udane płyty dla wytwórni Asylum. Dekada, jaką Waits spędził w wytwórni Island okazała się dla niego najbardziej udana, a zarazem umocniła pozycję Chrisa Blackwella jako szefa wytwórni zainteresowanej muzyką eksperymentalną.
W 1984 roku ukazał się kolejny album U2, The Unforgettable Fire. Blackwell postanowił rozszerzyć swoją działalność na Kanadę zakładając w Toronto Island Records of Canada z Dougiem Chappellem jako prezesem i Lee Silversidesem jako wiceprezesem.
W 1985 roku album Anthem Black Uhuru zdobył nagrodę Grammy w kategorii: Najlepszy Album Reggae (Best Reggae Album).
W 1986 roku, kiedy muzycy U2 kończyli pracę nad albumem The Joshua Tree, dowiedzieli się, że Island jest bliska bankructwa i nie jest w stanie zapłacić im 5 milionów dolarów. Postanowili wówczas dostarczyć wytwórni materiał na nowy album, nie żądając za niego należności, a nawet pożyczając jej więcej pieniędzy na wyjście z finansowej zapaści. Blackwell odwdzięczył się przekazując zespołowi prawa własności do wszystkich jego utworów oraz udziały w Island, aby zachęcić go do pozostania w wytwórni.
W 1988 roku The Joshua Tree zdobył nagrodę Grammy w kategorii Album roku.
W 1989 roku Blackwell sprzedał Island wytwórni PolyGram. Według dziennika The Guardian jednym z czynników leżących u podłoża tej decyzji była popularność U2, która sprawiła, że wytwórnia stała się znacznie większym przedsiębiorstwem, niż zakładał jej pomysłodawca. Natomiast zdaniem Lee Silversidesa Blackwell ocenił, iż był to odpowiedni moment, aby uzyskać jak największą wartość dla swojej firmy. Pozostał w niej jednak na kolejne siedem lat, by nadzorować większość jej działań. Jednym z zespołów, które wylansował za pośrednictwem Island był The Cranberries. Okazał się on najlepiej sprzedającym się zespołem w latach 90..

#### Lata 90.
W I połowie lat 90. Blackwell został wymieniony w corocznym badaniu Sunday Times jako 108. najbogatszy człowiek na świecie. Założył firmę Island Outpost, zajmującą się rozwojem luksusowych kurortów tropikalnych. W listopadzie 1991 roku otworzył hotel Marlin w South Beach w Miami. Następnie otworzył kurorty na całych Karaibach, w szczególności byłą rezydencję Iana Fleminga, Goldeneye, która w 1998 roku wystartowała jako obiekt Island Outpost. W tym samym roku założył Palm, grupę firm zajmujących się muzyką i filmem. Oddział muzyczny Palm podpisał kontrakty z takimi artystami jak: Cousteau, Supreme Beings Of Leisure, Earlimart, Nortec Collective czy Baaba Maal. Podczas gdy Blackwell więcej czasu i energii poświęcał swoim hotelom, jego Compass Point Studios zaczął podupadać.

#### XXI w.
W 2001 roku został wprowadzony przez Bono do Rock and Roll Hall of Fame
W 2008 roku wprowadził na rynek własną markę rumu.
7 czerwca 2022 roku nakładem wydawnictwa Simon & Schuster ukazała się autobiograficzna książka Blackwella, The Islander: My Life in Music and Beyond.

## Odznaczenia
W październiku 2004 roku został odznaczony Orderem Jamajki za filantropię i wybitny wkład w przemysł rozrywkowy.
W 2013 roku za album Marley był nominowany do nagrody Grammy w kategorii: Best Compilation Soundtrack for Visual Media.
W 2023 roku został laureatem nagrody Polar Music Prize, przyznawanej za wybitne osiągnięcia w dziedzinie muzyki.